# Wyszanowo (jezioro)
Wyszanowo – jezioro w zachodniej Polsce, położone w województwie lubuskim, w powiecie międzyrzeckim, w gminie Międzyrzecz, 3 km na zachód od miejscowości Wyszanowo.

## Charakterystyka
Akwen otoczony jest lasami, brzegi są wysokie i łatwo dostępne. Przez jezioro przepływa Paklica, która przez wąski kanał wpływa do sąsiedniego Jeziora Bukowieckiego. Niektóre źródła traktują Jezioro Bukowieckie i Wyszanowo jako jeden zbiornik wodny.

## Morfometria
Powierzchnia zwierciadła wody według różnych źródeł wynosi od 22,5 ha przez 28,9 ha do 36,7 ha.
Zwierciadło wody położone jest na wysokości 58,5 m n.p.m. lub 59,0 m n.p.m. Średnia głębokość jeziora wynosi 2,8 m, natomiast głębokość maksymalna 5,8 m.

## Hydronimia
Nazwę Wyszanowo wprowadzono urzędowo w 1949 roku, zastępując poprzednią niemiecką nazwę jeziora –
Wischener See. Nazwę Wyszanowo potwierdziła w 2006 roku Komisja Nazw Miejscowości i Obiektów Fizjograficznych w wykazie hydronimów. W różnych publikacjach i na mapach topograficznych jezioro to występuje pod nazwą Jezioro Wyszanowskie.